# Noëlle Mbouma
Noelle Therencia Mbouma Mandzo, née le 19 janvier 1997, est une lutteuse congolaise.

## Carrière
Noelle Therencia Mbouma Mandzo participe aux épreuves de lutte aux Jeux olympiques de la jeunesse d'été de 2014. Elle est médaillée d'argent dans la catégorie des moins de 58 kg aux Jeux africains de 2015.
Elle est médaillée de bronze dans la catégorie des moins de 57 kg aux Jeux africains de 2019.